# Naimette
La Naimette était une variété ancienne de fraise (Fragaria × ananassa Duch.), créée par M. Jean-Lambert Lorio de Liège (Belgique) vers 1850. Elle était nommée d’après le nom de la rue où elle a été développée et semble avoir disparu.

## Caractéristiques
Les fruits étaient de couleur vin à violet. La variété était connue pour son gout agréable et sucré. Les fruits étaient arrondis et assez petits. 